# Голубча

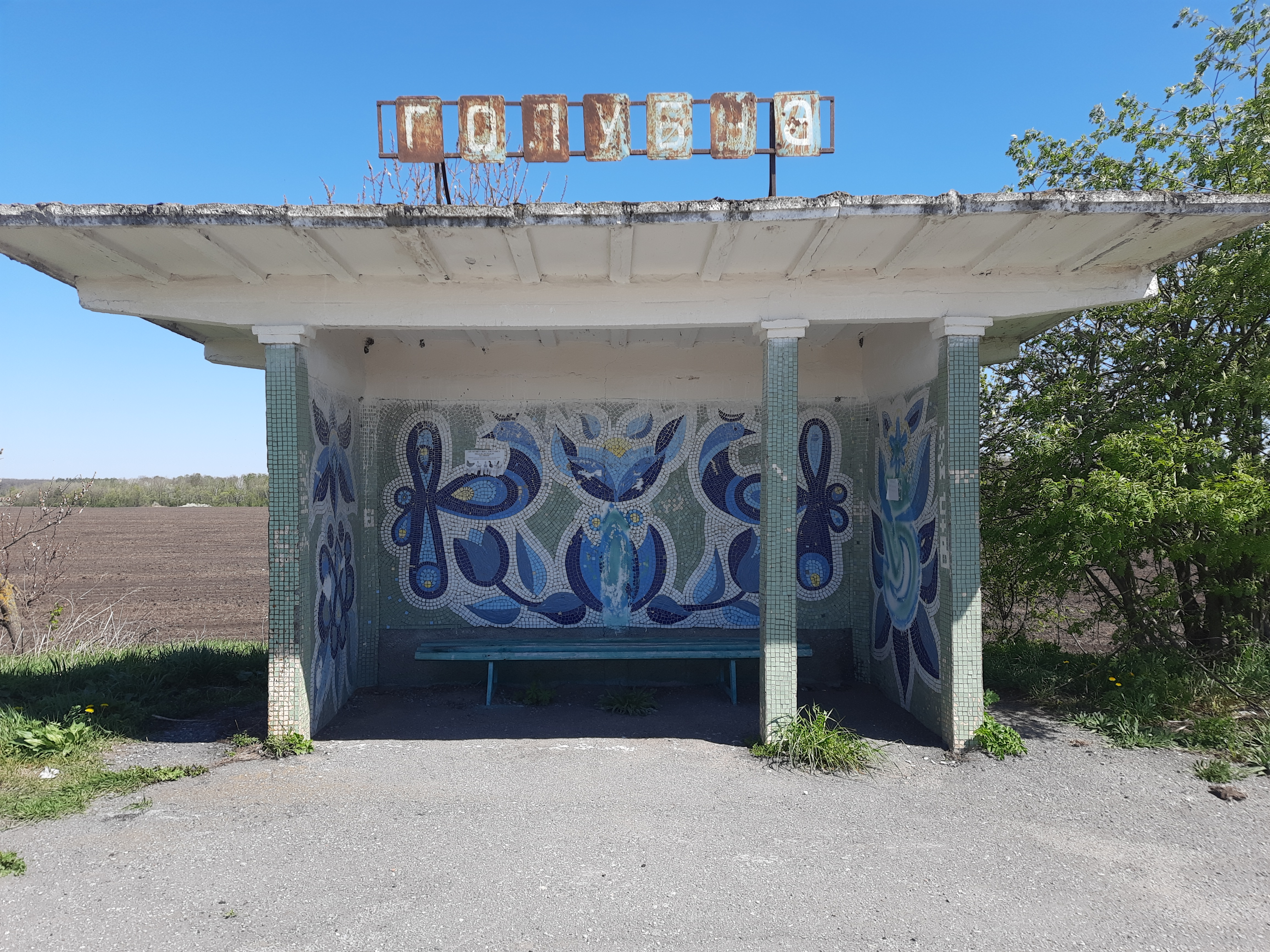
Автобусна зупинка біля села

Голу́бча — село в Україні, у Полонській міській громаді Шепетівського району Хмельницької області.  

## Географія
Село розташоване на лівому березі річки Деревички.

## Населення

### Мова
Розподіл населення за рідною мовою за даними перепису 2001 року:
| Мова       | Кількість | Відсоток |
| ---------- | --------- | -------- |
| українська | 174       | 98.86%   |
| російська  | 2         | 1.14%    |
| Усього     | 176       | 100%     |

## Історія
У 1906 році хутір Кустовецької волості Новоград-Волинського повіту Волинської губернії. Відстань від повітового міста 90 верст, від волості 5. Дворів 1, мешканців 6.
7 (20) листопада 1917 року, відповідно до Третього Універсалу Української Центральної Ради, увійшло до складу Української Народної Республіки.
12 червня 2020 року, відповідно до розпорядження Кабінету Міністрів України № 727-р «Про визначення адміністративних центрів та затвердження територій територіальних громад Хмельницької області», увійшло до складу Полонської міської територіальної громади.
19 липня 2020 року, в результаті адміністративно-територіальної реформи та ліквідації Полонського району, село увійшло до складу Шепетівського району.